# Lampions
Lampions (russisch Бумажные фонари ‚Papierlaternen‘) ist ein Ölgemälde des russischen Impressionisten Konstantin Korowin, das 1896 entstanden sein dürfte, nach anderen Quellen 1895 oder 1898. Der Öffentlichkeit zugänglich ist es in der Tretjakow-Galerie in Moskau.

## Beschreibung und Rezeption
Das Bild stellt eine Szene bei einsetzender Dämmerung dar. Es zeigt eine junge Frau mit Kopfbedeckung, roter Bluse und schwarzem, langem Rock, die Lampions entzündet und aufhängt. Das Gesicht und die Haltung der jungen Frau strahlen eine große Friedlichkeit und Glück aus und das Bild verkörpert eine erstaunliche Leichtigkeit der Farbkomposition. Das Bild lebt von der Transluzenz der drei Laternen und ihrem Widerschein im Gesicht der jungen Frau.
Die dargestellte Frau ist wahrscheinlich Anna Jakowlewna Fidler, damals kaum 20 Jahre alt, ein Mitglied des Ensembles der Mamontow-Oper in Moskau. Sie wurde als „freigeistiger Vogel“ (свободолюбивая пташка) bezeichnet. 1897 heiratete sie Korowin, würdigte aber seine Arbeit nicht. Das erste ihrer beiden Kinder lebte nicht lange. Das zweite Kind wurde von einer Straßenbahn angefahren und war seitdem dauerhaft behindert. Kurz vor seinem Tod konstatierte Korowin: „Sie versteht mich nicht. Ich bin so einsam.“
Das Bild zierte Ausstellungskataloge wie beispielsweise die Künstlermappe der Tretjakow-Galerie von 1965 oder die Sonderausstellung mit dem Titel Konstantin Korowin. Malerei. Theater zu seinem 150. Geburtstag 2012, gerade auch, weil es die beiden wichtigen Genres Theatermalerei und Freilichtmalerei zusammenbringt.
Kritiker beobachten in diesem Gemälde eine interessante Kombination von Theatermalerei, der er Ende der 1890er Jahre immer noch nachging, und Freilichtmalerei. „Waren die ersten Anleihen [an diese Maltechnik] noch mit der Flächigkeit der Figurendarstellung verbunden, so zeigten sie sich später in der bewussten Dekorativität.“ Korowin experimentiert hier mit zwei verschiedenen Lichtquellen, der des natürlichen Sonnenlichts und dem durch bemaltes Papier gebrochenen Kerzenschein. Augenfällig sind die Lampions im Vordergrund, und sie bescheinen frontal das Gesicht der jungen Frau.
Auch wenn die Ornamentik der Laternen nicht deutlich zu erkennen ist, geben sie dem Bild eine ostgerichtete, vielleicht auch asiatische, vielleicht exotische Ausstrahlung, während die europäische Kleidung, die Hausfassade, die Holzveranda und der angedeutete Tisch sowie das Gebüsch im Hintergrund russisch-heimatliche Gefilde wiedergeben. Die gesamte Bildkomposition sei „zweifellos [ein] beredter Beweis für den fortschrittlichen Stil des Meisters. Er verwandelt bisher ruhige Töne mit dynamischer Textur in eine kontrastreiche Dekorpalette und geht damit einen weiteren Schritt in Richtung Impressionismus.“ Das Gemälde Lampions ist ein typisches Beispiel dafür.